# Welcome the End
Welcome the End è il primo album del gruppo musicale heavy metal statunitense Distant Thunder, pubblicato nel 2004 dall'etichetta discografica Massacre Records.

## Il disco
Il disco è prodotto da Jack Frost che all'epoca era compagno di James Rivera nei Seven Witches e vede la partecipazione di Michael LePond, il bassista dei Symphony X.
L'intento musicale del gruppo era quello di proporre delle sonorità di stampo power metal americano, avvalendosi di una produzione moderna e con un'interpretazione vocale molto vicina allo stile di Rob Halford dei Judas Priest. I testi, scritti da Rivera, trattano argomenti come la società, la religione e il destino della razza umana.
Il CD include le cover di Run With the Pack degli Helstar e di Restless and Wild degli Accept.

## Tracce
Testi di J. Rivera, musiche di E. Halpern eccetto dove indicato.
1. The Day upon You – 0:42 – (Intro)
2. I Welcome the End – 4:15
3. Souless Inventions – 4:48
4. Hopeless Creator – 4:17
5. Fire in the Skies – 3:59
6. Distant Thunder – 5:00 – (strumentale)
7. Beyond the Black Field of Stars – 3:43
8. Lost in Time – 5:33
9. Finding My Way – 4:39 (musica: G. Gill, E. Halpern)
10. Run With the Pack (cover degli Helstar) – 5:31
11. Restless and Wild (cover degli Accept) – 4:14

## Formazione
Membri del gruppo
- James Rivera - voce
- Eric Halpern - chitarra
- Gregg Gill - chitarra
- Mike LePond - basso
- Rick Ward - batteria

Membro addizionale
- Adam Rawlings - tastiere